# ونسمس
ونسمس (به فرانسوی: Venesmes) یک کمون در فرانسه است که در Canton of Châteauneuf-sur-Cher واقع شده‌است.

## خصوصیات
ونسمس ۳۱٫۷۶ کیلومترمربع مساحت و ۸۸۲ نفر جمعیت دارد و ۱۴۸ متر بالاتر از سطح دریا واقع شده‌است.